# 野﨑零也
野﨑 零也（のざき れいや、1995年9月8日 - ）は、日本の男子プロバスケットボール選手である。ポジションはシューティングガード。B.LEAGUEのサンロッカーズ渋谷所属。

## 来歴
佐賀県出身。
佐賀東高校から白鷗大に進み、関東大学リーグ戦、インカレで優秀選手賞を受賞。また、U-22日本代表候補にも選ばれている。
3年次より2シーズン連続でファイティングイーグルス名古屋の特別指定選手に登録されている。卒業後にプロ契約。
2019年、群馬クレインサンダーズへ移籍。
2021年、FE名古屋に復帰。
2023年、川崎ブレイブサンダースへ移籍。
2025年、サンロッカーズ渋谷へ移籍。